# Fitzgerald
Fitzgerald település az Amerikai Egyesült Államok Georgia államában, Ben Hill megyében, melynek megyeszékhelye is. Lakosainak száma 9006 fő (2020. április 1.).

## Népesség
A település népességének változása:

| 2010 | 9 053 |
| 2020 | 9 006 |